# Eodiaptomus lumholtzi
Eodiaptomus lumholtzi é uma espécie de crustáceo da família Diaptomidae.
É endémica da Austrália.